# Reim (Album)
Reim ist das erste Soloalbum des deutschen Schlager-Sängers Matthias Reim. Es erschien am 15. Juni 1990 über das Label Polydor und zählt auch dank der Hitsingle Verdammt, ich lieb’ Dich mit über 1,5 Millionen verkauften Exemplaren zu den meistverkauften Musikalben in Deutschland. Am 18. Juni 2010 wurde das Album inklusive acht Bonussongs wiederveröffentlicht.

## Produktion
Reim wurde von dem deutschen Musikproduzenten Bernd Dietrich in Zusammenarbeit mit Matthias Reim produziert. Beide fungierten ebenfalls als Autoren der Songs.

## Covergestaltung
Das Albumcover zeigt Matthias Reim, der vom Betrachter aus nach links blickt. Rechts oben im Bild befindet sich der rote Schriftzug Matthias Reim, während der Titel reim in großen, durchsichtigen Buchstaben quer auf dem Cover steht.

## Titelliste
| #  | Titel                            | Länge |
| -- | -------------------------------- | ----- |
| 1  | Verdammt, ich lieb’ Dich         | 3:40  |
| 2  | Was ist nur los?                 | 3:28  |
| 3  | Ganz egal                        | 3:35  |
| 4  | Du hast mir den Kopf verdreht    | 3:31  |
| 5  | Gib uns nicht auf!               | 3:40  |
| 6  | Ich hab’ geträumt von Dir        | 3:23  |
| 7  | Maskenball                       | 3:22  |
| 8  | Bastian – Blaulicht in der Nacht | 3:02  |
| 9  | Selten so gelacht                | 3:24  |
| 10 | Doch da war mehr                 | 4:38  |

Bonussongs der Wiederveröffentlichung 2010
| #  | Titel                                                               | Länge |
| -- | ------------------------------------------------------------------- | ----- |
| 11 | Ich hab’ geträumt von Dir – Long Version                            | 5:08  |
| 12 | Ich hab’ geträumt von Dir – Remix                                   | 6:22  |
| 13 | Verdammt, ich lieb’ Dich – Schmuse-Mix                              | 4:52  |
| 14 | Verdammt, ich lieb’ Dich – Vollgas-Mix                              | 4:12  |
| 15 | I Think I Love You (Verdammt, ich lieb’ Dich – Englische Version)   | 3:39  |
| 16 | Perché ti amo (Verdammt, ich lieb’ Dich – Italienische Version)     | 3:41  |
| 17 | Tal vez te quiero (Verdammt, ich lieb’ Dich – Spanische Version)    | 3:37  |
| 18 | Et puis je t’aime (Verdammt, ich lieb’ Dich – Französische Version) | 3:45  |

## Kommerzieller Erfolg

### Chartplatzierungen und Singles
Reim stieg am 2. Juli 1990 auf Platz sieben in die deutschen Albumcharts ein und erreichte zwei Wochen später die Chartspitze, an der es sich sechs Wochen lang hielt. Insgesamt konnte es sich 53 Wochen in den Top 100 halten, davon 25 Wochen in den Top 10. Für den Zeitraum von elf Wochen war es das erfolgreichste deutschsprachige Album in den Charts. In der Schweiz belegte das Album für zehn Wochen Rang eins. In Österreich erreichte das Album Position zwei und musste sich lediglich Neppomuk’s Rache (EAV) geschlagen geben. Zudem platzierte es sich auf Rang 30 in den Niederlanden. 1990 platzierte sich Reim auf Position sechs der deutschen Album-Jahrescharts sowie auf Rang sieben in Österreich und Platz acht in der Schweiz. Im Folgejahr belegte das Album nochmals Rang 35 in Deutschland.
| ChartsChartplatzierungen | Höchstplatzierung | Wochen |
| ------------------------ | ----------------- | ------ |
| Deutschland (GfK)        | 1 (53 Wo.)        | 53     |
| Österreich (Ö3)          | 2 (29 Wo.)        | 29     |
| Schweiz (IFPI)           | 1 (32 Wo.)        | 32     |

| ChartsJahrescharts (1990) | Platzierung |
| ------------------------- | ----------- |
| Deutschland (GfK)         | 6           |
| Österreich (Ö3)           | 7           |
| Schweiz (IFPI)            | 8           |

| ChartsJahrescharts (1991) | Platzierung |
| ------------------------- | ----------- |
| Deutschland (GfK)         | 35          |

Als erste Single des Albums erschien am 2. April 1990 der Song Verdammt, ich lieb’ Dich, der zu einem Hit im deutschsprachigen Raum wurde und in Deutschland, Österreich und der Schweiz die Chartspitze erreichte. Die zweite Auskopplung Ich hab’ geträumt von Dir wurde am 13. August 1990 veröffentlicht und belegte Platz zwei in Deutschland und Österreich. Als dritte Single erschien im Dezember 1990 das Lied Ganz egal, das sich in Deutschland auf Rang 34 platzieren konnte.

### Auszeichnungen für Musikverkäufe
Reim wurde im Jahr 1991 in Deutschland für mehr als 1,5 Millionen verkaufte Einheiten mit einer dreifachen Platin-Schallplatte ausgezeichnet, womit es zu den meistverkauften Musikalben des Landes gehört. In der Schweiz erhielt es für über 150.000 Verkäufe ebenfalls dreifach-Platin, während es in Österreich für mehr als 50.000 verkaufte Exemplare mit Platin ausgezeichnet wurde.

| Land/Region        | Auszeichnungen für Musikverkäufe (Land/Region, Auszeichnung, Verkäufe) | Verkäufe  |
| ------------------ | ---------------------------------------------------------------------- | --------- |
| Deutschland (BVMI) | 3× Platin                                                              | 1.500.000 |
| Österreich (IFPI)  | Platin                                                                 | 50.000    |
| Schweiz (IFPI)     | 3× Platin                                                              | 150.000   |
| Insgesamt          | 7× Platin ·                                                            | 1.700.000 |